# Fred Grinham
Frederick Grinham (Londra, 22 novembre 1881 – Colorado Springs, 19 marzo 1972) è stato un pistard statunitense.
Grinham partecipò ai Giochi olimpici di Saint Louis 1904 nelle gare di quarto di miglio, terzo di miglio e mezzo miglio di ciclismo. Nel quarto di miglio fu eliminato al primo turno mentre nelle restanti due fu eliminato in semifinale.

## Piazzamenti

### Competizioni mondiali
- Giochi olimpici

St. Louis 1904 - Quarto di miglio: eliminato al primo turno
St. Louis 1904 - Terzo di miglio: eliminato in semifinale
St. Louis 1904 - Mezzo miglio: eliminato in semifinale